# Hietasyrjänkangas-Sirkkaharju
Hietasyrjänkangas-Sirkkaharju este o arie protejată (arie specială de conservare — SAC, sit de importanță comunitară — SCI) din Finlanda întinsă pe o suprafață de 378 ha, integral pe uscat.

## Localizare
Centrul sitului Hietasyrjänkangas-Sirkkaharju este situat la coordonatele 62°29′57″N 25°59′16″E / 62.4992°N 25.9878°E.

## Înființare
Situl Hietasyrjänkangas-Sirkkaharju a fost declarat sit de importanță comunitară în august 1998 pentru a proteja 1 specie de animale. Situl a fost protejat și ca arie specială de conservare în aprilie 2015.

## Biodiversitate
Situată în ecoregiunea boreală, aria protejată conține 5 habitate naturale: Mlaștini turboase de tranziție și turbării mișcătoare, Izvoare fino-scandinave și mlaștini produse de izvoare bogate în minerale, Taiga vestică, Păduri de conifere pe eskere fluvioglaciare sau legate la acestea, Mlaștini împădurite.
La baza desemnării sitului se află o specie protejată de  mamifere: veveriță zburătoare siberiană (Pteromys volans).
Pe lângă speciile protejate, pe teritoriul sitului au mai fost identificate 5 specii de plante, 2 specii de nevertebrate.